# Edmond Gerrer
Edmond-Jérôme Gerrer (Lautenbach, 1919 – Colmar, 1996) fou un polític alsacià. Fou diputat a l'Assemblea Nacional Francesa per UDF-CDS de 1988 a 1993 per l'Alt Rin. També fou conseller general de l'Alt Rin i conseller regional d'Alsàcia.
Alhora, fou primer tinent d'alcalde de l'Ajuntament de Colmar de 1965 a 1977, i des de 1977 fins al 1995 va ser alcalde de Colmar.
| Precedit per: Joseph Rey | Alcalde de Colmar 1977 - 1995 | Succeït per: Gilbert Meyer |